# Eben Haëzerkerk (Nieuw- en Sint Joosland)

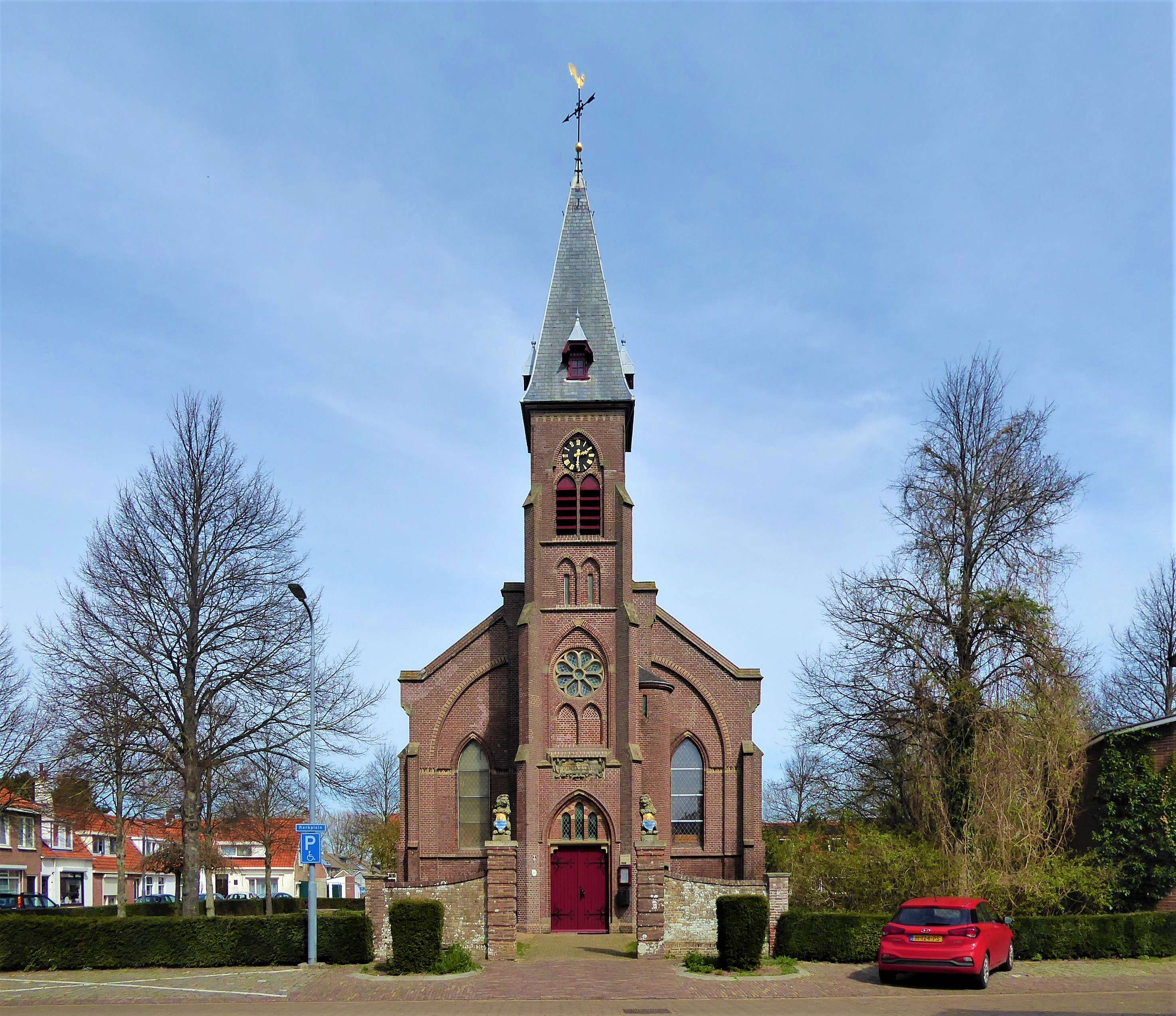
Die Eben Haëzerkerk

Die Eben Haëzerkerk ist ein Kirchengebäude der Protestantischen Kirche in den Niederlanden in Nieuw- en Sint Joosland, einem Ortsteil der Gemeinde Middelburg in der Provinz Zeeland. Die Kirche ist nach dem biblischen Ort Eben-Ezer benannt.

## Geschichte
Um 1630 wurde die Region südöstlich von Middelburg zur Landgewinnung eingepoldert. Kirchlich gehörte Sint-Joosland zunächst zur alten Sint Maartenskerk in Arnemuiden. 1650 wurde beschlossen, eine eigene Kirche im Polder zu errichten. Die ersten Gottesdienste fanden wahrscheinlich im Oktober 1650 in der neuen Kirche statt. Aufgrund des Wachstums der Gemeinde wurde am 7. Juli 1771 der Bau von zwei Seitenschiffen zur Vergrößerung der Kirche ausgeschrieben sowie der Bau eines völlig neuen Turms der Kirche. Bereits am 20. November 1791 wurden die Gottesdienste in der erweiterten Kirche wieder aufgenommen. Da sich dieser Kirchbau Ende des 19. Jahrhunderts in einem baufälligen Zustand befand, entschied man sich für einen Neubau, der am 6. Mai 1883 eingeweiht wurde. 
Das Gebäude ist eine schlichte einschiffige Saalkirche in einfachen neugotischen Formen mit dreiseitigem Ostabschluss und schlanken Strebepfeilern. Auf beiden Seiten des Turms befinden sich zwei Giebelsteine. Auf der linken Seite steht eine Erinnerung an die Grundsteinlegung am 30. Juni 1882, rechts steht der Schriftzug: „Eben Haëzer“. 
Die Dekker-Orgel in der Kirche musste in den 1970er Jahren durch einen Neubau ersetzt werden. Im Frühjahr 1976 wurde durch die Gebrüder Van Vulpen aus Utrecht ein neues Instrument geschaffen. Es verfügt über neun Register auf zwei Manualen und Pedal.